# نیروگاه گاماسیاب
نیروگاه گاماسیاب،شهر نهاوند بهره‌برداری (۱۳۷۸)، یکی از نیروگاه‌های ایران که جزو نیروگاه‌های کوچک و متوسط طبقه‌بندی می‌شود، دارای ظرفیت تولید ۲٫۸ مگاوات (۲۸۰۰ کیلووات) است و انرژی تولیدی خود را به شبکه برق کشور ایران تزریق می‌کنند.
این نیروگاه برق‌آبی از نوع جریانی روزمینی است که شامل ۲ واحد ۱٫۴ مگاواتی است.

## منبع
- مشخصات نیروگاه‌های حرارتی و برقآبی به تفکیک شبکه و خارج از شبکه[پیوند مرده]
- نیروگاه‌های آبی متوسط و کوچک